# Malhação (15.ª temporada)
A décima quinta temporada da série de televisão brasileira Malhação foi produzida e exibida pela TV Globo de 15 de outubro de 2007 a 9 de janeiro de 2009, popularmente chamada de Malhação 2007, Malhação 2008 e Malhação 2009. totalizando 325 episódios, sendo a temporada mais longa da série.
Foi escrita por Jaqueline Vargas e Patrícia Moretzsohn, com a colaboração de Alessandra Poggi, Cláudio Lisboa e Ricardo Tiezzi. A supervisão de texto foi de Charles Peixoto, com direção de Mario Marcio Bandarra, Leonardo Nogueira e Paola Pol Balloussier. A direção geral foi de Mario Marcio Bandarra e Carlo Milani, com direção de núcleo de Ricardo Waddington e Marcos Paulo.
Conta com as participações de Sophie Charlotte, Rafael Almeida, Nathalia Dill, Maxwell Nascimento, Caio Castro, Cleiton Morais, Licurgo Spínola, Carolina Kasting e Isabel Fillardis.

## Enredo
Depois de quase ser destruído totalmente por um incêndio, o tradicional e caro colégio Ernesto Ribeiro se funde ao Múltipla Escolha. A ideia parte dos sócios do Ernesto Ribeiro, Félix Rios (Licurgo Spínola) e Diva Junqueira (Ângela Vieira). Adriano (Daniel Boaventura), diretor do Múltipla Escolha, aceita o negócio porque acredita na união do tradicionalismo do colégio com o potencial de modernização do Múltipla Escolha.
O novo colégio, Múltipla Escolha Ernesto Ribeiro, é mais comprometido com uma educação clássica – tem aulas de música, teatro e artes plásticas –, dispõe dos mais sofisticados recursos tecnológicos e funciona em regime misto, no qual alunos de turnos normais convivem com albergados no dormitório. Um sistema de bolsas baseado na excelência acadêmica cria as condições para que estudantes de baixa renda também consigam ingressar na escola, que tem um alto custo de mensalidade. Nesse ambiente de pluralidade, as novas histórias se desenvolvem a partir das diferenças entre as culturas, os pontos de vista e as expectativas dos personagens.
A história de amor que impulsiona a nova temporada do seriado é vivida por Angelina Maciel (Sophie Charlotte), uma jovem pobre e batalhadora, e Gustavo Bergantin (Rafael Almeida), um jovem rico e talentoso. Os dois precisam lutar para ficar juntos. Todos os personagens têm que lidar, de uma maneira ou de outra, com o desafio de respeitar as diferenças.
Gustavo e Angelina se conhecem numa festa e se apaixonam imediatamente. Porém, um imprevisto os separa. Os dois se reencontram no primeiro dia de aula. A moça é bolsista do colégio, e Gustavo a evita, com medo do preconceito dos amigos ricos. Angelina se decepciona e decide se concentrar nos estudos. O casal se reaproxima novamente por meio da paixão pela música e, aos poucos, consegue se entender. Mas ainda sofre com a ameaça de Débora (Nathália Dill), a invejosa filha de Félix Rios, que também é apaixonada por Gustavo.
Além de Débora, outro vilão da nova temporada é Andréas Campadelli (Cleiton Morais), amigo de infância de Gustavo. Rapaz rico, bonito e sedutor, com péssimo caráter, covarde e desonesto, ele influencia negativamente o amigo, e sente necessidade de competir com ele em tudo. Quando fica sabendo da paixão de Gustavo por Angelina, faz tudo para conquistar a moça.
Na trama Pedro (Maxwell Nascimento) garoto da periferia de São Paulo, muito Inteligência, determinado e fã de Hip hop, faz par romântico com a vilã Debora (Nathalia Dill) tentando conquista-la de todas as formas, mas a atenção dela está em Gustavo (Rafael Almeida).
Há ainda um triângulo amoroso entre Adriano, agora codiretor do colégio, e Beatrice Lopret (Carolina Kasting), a namorada de Félix Rios, que também é diretora. Os dois vivem às turras por discordar de padrões pedagógicos, mas não conseguem disfarçar a atração que sentem um pelo outro.

## Elenco
| Intérprete           | Personagem                      |
| -------------------- | ------------------------------- |
| Sophie Charlotte     | Angelina Maciel                 |
| Rafael Almeida       | Gustavo Bergantin (Guga)        |
| Nathalia Dill        | Débora Rios                     |
| Caio Castro          | Bruno Oliveira Guimarães        |
| Mariana Rios         | Yasmin Fontes                   |
| Jonatas Faro         | Waldemar Peralta (Peralta)      |
| Cleiton Morais       | Andréas Campadelli              |
| Carolinie Figueiredo | Domingas Gentil                 |
| Johnny Massaro       | Fernando Chalfon (Fernandinho)  |
| Sophia Abrahão       | Felipa Gentil                   |
| Mariah Rocha         | Chiara Marcondes                |
| Daniel Uemura        | Raiden Nishimira                |
| Maxwell Nascimento   | Pedro Firmino                   |
| Bernardo Mendes      | Ivan Cardoso (Bodão)            |
| Keli Freitas         | Luana de Assis                  |
| Raisa Gaio           | Giselle Marmontel (Gi)          |
| Licurgo Spínola      | Félix Rios                      |
| Carolina Kasting     | Profª. Béatrice Loprét          |
| Daniel Boaventura    | Prof. Adriano Lopes             |
| Daniel Boaventura    | Mariano Lopes                   |
| Daniel Boaventura    | Adriana Lopes (Drica)           |
| Isabel Fillardis     | Rita de Cássia Dutra Berguer    |
| Sílvia Salgado       | Daisy Lininirro Bergantin       |
| Zé Carlos Machado    | Joaquim Bergantin               |
| Guilherme Winter     | Prof. Tiago Junqueira           |
| Camila Rodrigues     | Profª. Teresa Lopes             |
| Sérgio Loroza        | Prof. Orfeu                     |
| Beth Lamas           | Profª. Daniela Forte (Forte)    |
| Déborah Kalume       | Profª. Eneida Marmontel         |
| Eliane Costa         | Maria das Montanhas (Montanhas) |
| Antônio Pedro Borges | Capitão Valério                 |
| Rael Barja           | Carlos Pascoal (Caju)           |
| Sóstenes Vidal       | Isidoro                         |
| Henrique Taipas      | Godofredo Leitão (Gordofredo)   |
| Evelyn Oliveira      | Joana                           |
| Karla Nogueira       | Aurélia                         |
| Dulcinéia Dibo       | Zulaide                         |
| Larissa Pereira      | Antonieta Bergantin             |
| Kaleo Maciel         | Marcelo Forte (Fortinho)        |
| Fabiana Motta        | Carolina Forte (Fortinha)       |
| Lucas D'Jesus        | Leonardo Maciel (Léo)           |
| Nando Caetano        | Lucas Gomes (Lukinha)           |

### Participações especiais
| Intérprete           | Personagem                           |
| -------------------- | ------------------------------------ |
| Zezeh Barbosa        | Conceição Maciel                     |
| Sidney Sampaio       | Tony Fontes                          |
| Ângela Vieira        | Diva Junqueira Arrel                 |
| Norma Blum           | Dionísia Pimenta                     |
| Fátima Freire        | Elisa Fontes                         |
| Dedina Bernadelli    | Marília Oliveira                     |
| Ellen Roche          | Juju                                 |
| Augusto Garcia       | Thiago                               |
| Alexandre Liuzzi     | Jack Valverde                        |
| Bruce Gomlevsky      | Frank                                |
| Sandra Pêra          | Mafalda                              |
| Thaíssa Carvalho     | Tina                                 |
| Gustavo Rodrigues    | Jaime                                |
| Thalita Ribeiro      | Claudinha                            |
| Suzana Pires         | Dona Mercedes                        |
| Thiago Picchi        | Carlos Almeida Miranda ( Carlinhos ) |
| Wagner Molina        | Dutra                                |
| Buza Ferraz          | Markus Oliveira                      |
| Cadu Fávero          | João Paulo Firmino                   |
| Carla Faour          | Drª. Vilma                           |
| Carlo Mossy          | Daniel Viveiros                      |
| Débora Lamm          | Clara                                |
| Dig Dutra            | Professora Claudina                  |
| Franciely Freduzeski | Sarah Chalfon                        |
| Gláucio Gomes        | Alexei                               |
| Hugo Carvana         | Paulo Loprèt                         |
| Isaac Bardavid       | Mestre Ramarashi Arashi              |
| Joana Limaverde      | Repórter                             |
| Jorge Fernando       | Jorge Reyes Borges Reterto           |
| José Augusto Branco  | Inspetor                             |
| Julia Rabello        | Juliana                              |
| Luisa Thiré          | Drª. Elisa                           |
| Luiz Magnelli        | Padre Honório                        |
| Patrícia Barros      | Mayara                               |
| Thiago José          | Juca                                 |
| Priscila Camargo     | Secretária de Rita                   |
| Maria Lúcia Dahl     | Creusa                               |
| Roney Facchini       | Armando de Assis                     |
| Lisa Fávero          | Paula                                |
| Adriana Zattar       | Simone Lopes                         |
| Alexandra Martins    | Cíntia                               |
| Alexia Garcia        | Saionara                             |
| André Rebustini      | Oscarzinho                           |
| Andressa Koetz       | Sofia                                |
| Antonio Barboza      | Barmen Cataclisma                    |
| Auro Medeiros        | Mateus                               |
| Beto Nasci           | Omar Fontes                          |
| Bruno Vieira         | Maurício                             |
| Camila Caputti       | Lurdinha                             |
| Carolina Ferman      | Daniela                              |
| Carol Mainerz        | Katarina                             |
| Christina Rodrigues  | Cigana                               |
| Rafa Durand          | Jeff                                 |
| Ricardo Milano       | Dudu                                 |
| William Vita         | Getúlio                              |
| Luzia Avellar        | Jacinta                              |
| Juliana Totti        | Marina                               |
| Julia Brunelli       | Leila                                |
| Marcelo Torreão      | Lindovando Lindo                     |
| Mauro Jasmin         | Juan Cabrón                          |
| Oberdan Júnior       | Antonio Salabiam (Toninho)           |
| Zulma Mercadante     | Marinara                             |
| Bianca Bin           | Marina Vidal Monteiro Miranda        |
| Micael Borges        | Luciano Ribeiro                      |
| Amanda Richter       | Veridiana Cavalera                   |
| Jessika Alves        | Norma Jean Valadares                 |

## Produção
A temporada trouxe várias modificações no enredo, nos cenários e na estrutura da trama. Um bom exemplo é a abolição da técnica cold open, usada na trama desde 1998. Outro exemplo é a abolição de cenários usados há anos, como o restaurante Gigabyte, o clube e as tradicionais temáticas com práticas de esportes como skate, natação e judô, dando lugar ao retorno da música. Além disso, pela primeira vez foram modificados mais de 80% do elenco da temporada anterior. A temporada teve que ser adiantada devido aos baixos índices de audiência da anterior, sendo adiantada de janeiro de 2008 para 15 de outubro de 2007.
Até então, foi a temporada com maior renovação de elenco desde sua estreia em que mais de 98% do elenco foi renovado, uma vez que apenas Bernardo Mendes (Bodão) permaneceu do núcleo adolescente, além de apenas Antônio Pedro Borges (Capitão Valério), Daniel Boaventura (Prof. Adriano Lopes), Guilherme Winter (Prof. Tiago Junqueira), Norma Blum (Dionísia Pimenta), Karla Nogueira (Aurélia) e Evelyn Oliveira (Joana) permanecerem no adulto. Devido à grande aceitação do público, a temporada ganhou uma continuação no ano seguinte (16ª temporada). Diversos personagens permaneceram, incluindo Carolinie Figueiredo (Domingas), Mariana Rios (Yasmin), Jonatas Faro (Peralta), Caio Castro (Bruno), Karla Nogueira (Aurélia), Johnny Massaro (Fernandinho), Evelyn Oliveira (Joana), Rael Barja (Caju), Sophia Abrahão (Felipa), Antônio Pedro Borges (Capitão Valério), Eliane Costa (Maria das Montanhas), Lisa Fávero (Paula) e Henrique Taipas (Godofredo).[carece de fontes?]

## Exibição
Foi reexibida na íntegra pelo Viva de 24 de junho de 2019 a 17 de setembro de 2020, substituindo a 14.ª temporada. Com o Viva não conseguindo os direitos de exibição da temporada seguinte, foi substituída pela 1.ª temporada. Foi reprisada de 21 de setembro de 2020 a 4 de maio de 2021, com dois episódios por dia, inaugurando um novo horário de exibição, e foi substituída pela 16.ª temporada.

### Outras Mídias
Em 25 de outubro de 2021, foi disponibilizada na íntegra pelo Globoplay, como parte do Projeto Resgate.

## Trilha sonora

### Malhação 2008
Malhação 2008, comumente chamado de  Malhação 2008 - Nacional, é o único álbum da trilha sonora da 15.ª temporada da série de televisão brasileira Malhação a ser lançado no ano de 2008. 

#### Lista de faixas
| N.º            | Título                         | Compositor(es)                                            | Artista(s)      | Duração |  |
| 1.             | "Daqui pra Frente"             | Di Ferrero Gee Rocha                                      | NX Zero         | 3:07    |  |
| 2.             | "Uma Música"                   | Lucas Silveira                                            | Fresno          | 3:13    |  |
| 3.             | "Monstro Invisível"            | Marcelo Falcão Xandão Menezes Lauro Farias Marcelo Lobato | O Rappa         | 3:38    |  |
| 4.             | "Quero Te Ver Bem"             | Gustavo Drummond                                          | Udora           | 3:35    |  |
| 5.             | "Verdades do Mundo"            | Tico Santa Cruz                                           | Detonautas      | 3:50    |  |
| 6.             | "Tudo É Passageiro"            | Cláudio Costa                                             | Primadonna      | 4:07    |  |
| 7.             | "Quase Sem Rumo"               | Chris Oyens Teco Padaratz Marcos Portinari                | El Niño         | 2:42    |  |
| 8.             | "Medo de Amar"                 | Mauricio Bressan                                          | Claus & Vanessa | 3:00    |  |
| 9.             | "Dançando Com a Lua" (ao vivo) | Alvin L Dinho Ouro Preto                                  | Capital Inicial | 3:27    |  |
| 10.            | "Divina Comédia"               | Gabriel Leal                                              | Scracho         | 3:51    |  |
| 11.            | "Tô Fora"                      | William Razzy                                             | Kelly Key       | 2:29    |  |
| 12.            | "Cartas Pra Você"              | Ferrero]Rocha                                             | NX Zero         | 3:24    |  |
| 13.            | "Impossível"                   | James Lima                                                | Seu Cuca        | 3:04    |  |
| 14.            | "Um Tempo de Paixão"           | Dalto Cláudio Rabello                                     | Tânia Mara      | 3:56    |  |
| 15.            | "Não Vá Embora"                | Manno Góes                                                | Jammil          | 3:21    |  |
| 16.            | "Vaza!"                        | Lu Guessa Tay Dantas                                      | Ruanitas        | 3:20    |  |
| 17.            | "Quando Eu Te Conheci"         | Rogério Vaz                                               | The Banda       | 2:58    |  |
| Duração total: | Duração total:                 | Duração total:                                            | Duração total:  | 57:02   |  |

## Audiência
A temporada estreou com 21 pontos no Ibope.  A trama sofreu com a baixa audiência em seus primeiros capítulos. No capítulo exibido no dia 27 de dezembro de 2007, por exemplo, a novelinha teen registrou sua pior média: 13 pontos. Foram feitas diversas alterações no enredo para atrair o público, mas pouco adiantou. O capítulo que antecipou a estreia da novela das 18h Negócio da China, exibido no dia 6 de outubro de 2008 foi o de maior audiência da temporada, com média de 29 pontos.
O último capítulo da temporada conquistou média de 21 pontos. Ao longo dos 324 capítulos, a temporada 2008 acumulou média de 22 pontos no Ibope.

## Prêmios
Capricho Awards
- Melhor Atriz Nacional - Mariana Rios

Prêmio Minha Novela
- Revelação do ano - Caio Castro

Melhores do Ano - Domingão do Faustão
- Atriz Revelação - Mariana Rios

11ª Prêmio Contigo
- Atriz Revelação - Nathalia Dill